# Taxomyia taxi
Taxomyia taxi är en tvåvingeart som först beskrevs av Inchbald 1861.  Taxomyia taxi ingår i släktet Taxomyia och familjen gallmyggor. Inga underarter finns listade i Catalogue of Life.